# 1691 Oort
1691 Oort (1956 RB) är en asteroid upptäckt 9 september 1956 av de båda astronomerna Karl Wilhelm Reinmuth och Ingrid van Houten-Groeneveld vid universitetet i Heidelberg. Asteroiden har fått sitt namn efter den nederländske astronomen Jan Hendrik Oort.
Den tillhör asteroidgruppen Themis.